# Rosellinula kalbii
Rosellinula kalbii är en lavart som först beskrevs av Hafellner, och fick sitt nu gällande namn av Hafellner & R.W. Rogers 1988. Rosellinula kalbii ingår i släktet Rosellinula, klassen Dothideomycetes, divisionen sporsäcksvampar och riket svampar.   Inga underarter finns listade i Catalogue of Life.